# 傑勒德 (科羅拉多州)
傑勒德（英語：Gerrard）是位於美國科羅拉多州里奧格蘭德縣的一個人口普查指定地區。

## 地理
傑勒德的座標為37°40′38″N 106°35′35″W / 37.67722°N 106.59306°W，而該地最高點為海拔高度2484米（即8150英尺）。

## 人口
根據2010年美國人口普查的數據，傑勒德的面積為3.103平方千米，均爲陸地。當地共有人口278人，而人口密度為每平方千米89人。